# Bora-Bora

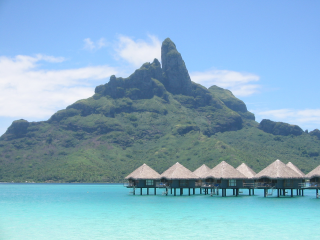
Ostrov Bora-Bora

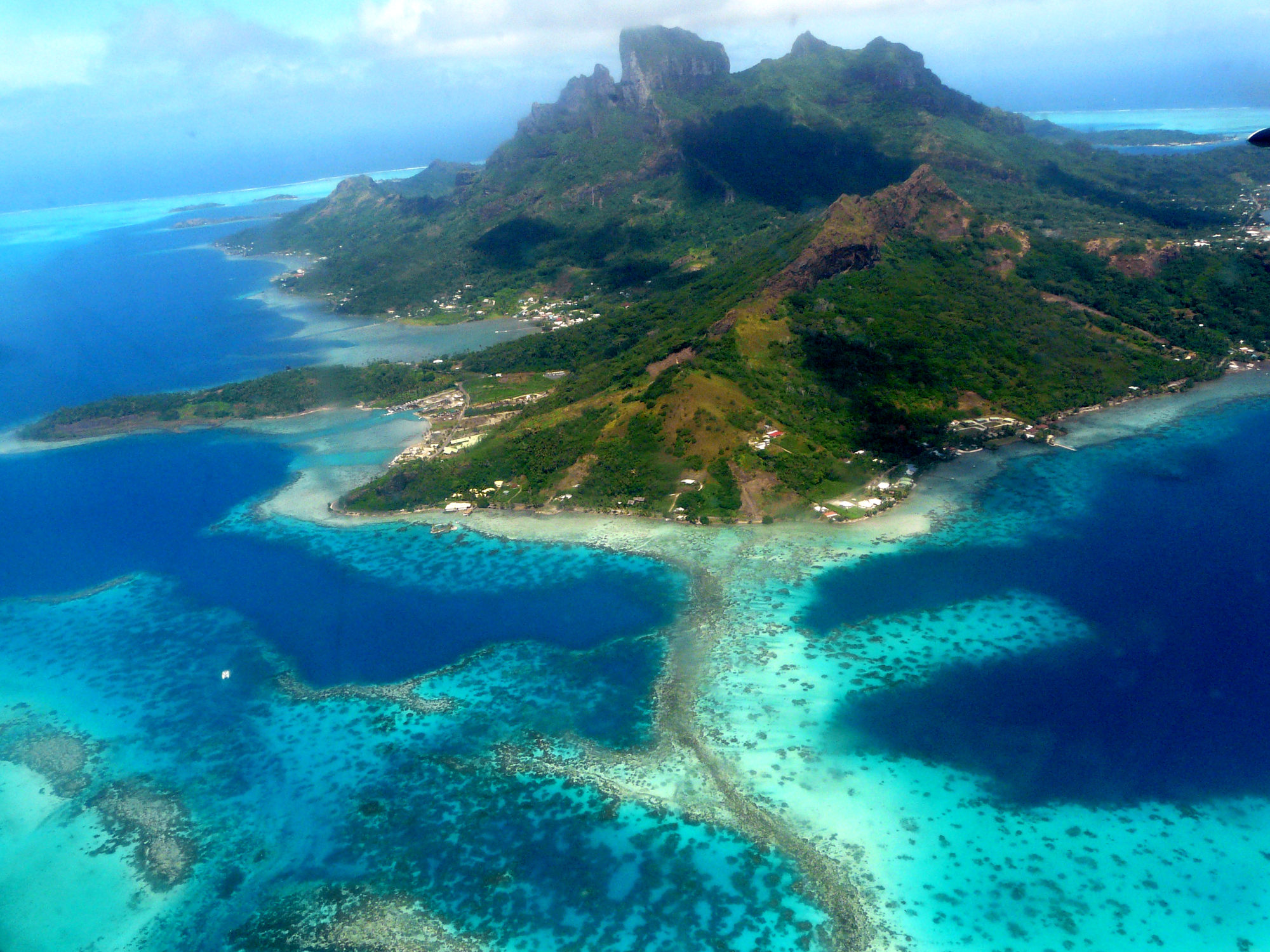
Ostrov Bora-Bora ze vzduchu

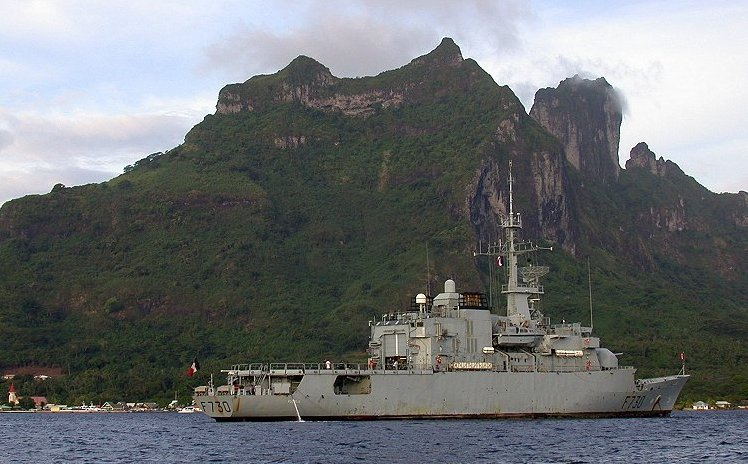
Francouzská fregata třídy Floréal kotví u ostrova Bora-Bora 24. listopadu 2002

Bora-Bora (psáno též Bora Bora) je atol v souostroví Francouzská Polynésie sestávající z 29 ostrovů. Jeho jméno je odvozeno od polynéského výrazu „Pora Pora“, což znamená „prvorozený“. Jeho původní polynéský název byl Vava’u. Leží v jižním Pacifiku ve skupině Společenských ostrovů, 280 km severozápadně od ostrova Tahiti, největšího ostrova této skupiny. Každý ze zdejších ostrovů je pozůstatkem jedné nebo více sopek a většinu z nich navíc obklopují prstence korálového útesu.

## Geografie
Bora-Bora je poloatol, což znamená, že uvnitř korálového útesu nad bývalou kalderou leží mělká modrá laguna, nad jejíž hladinu se zvedají poslední trosky kráteru, v tomto případě v podobě velkého ostrova a dvou dalších ostrovů – Toopua a Toopuaiti. Hlavní ostrov je hornatý a jeho dominantu tvoří Pahia a Otemanu, dva ostré skalnaté vrcholy dosahující výšky 660 m n. m. a nejvýše položeným bodem Mt. Otemanu dosahující výšky 725 m n. m. V prstenci korálových ostrovů, ostrůvků a útesů, který ostrov Bora-Bora obklopuje, existuje jediná úžina, volná mořská cesta známá jako motus, jíž mohou lodě proplouvat až do vnitřní laguny, která je přírodním, dobře chráněným přístavem.

## Flóra
Návětrné deštivé svahy zarůstá džungle, ve vlhkých údolích rostou háje mohutných tahitských kaštanů (Inocarpus edulis) s jedlými plody. V roklích bují stromové kapradiny a na horských stráních banánovníky (Musa fehi). Závětrné, sušší svahy kryjí travnaté savany s občasnými keři a stromy. Pobřeží jako na všech ostrovech Tichomoří obsadily kokosové palmy, v jejichž stínu rostou ibišky lípolisté a přesličníky. Tropické teploty od 24 °C zmírňují čerstvé brízy východních směrů.

## Historie
Polynésané, kterých žije dnes na ostrově asi 6000, kolonizovali ostrov před 1100 lety a dodnes se na něm zachovalo několik starobylých chrámů. V jednom z nich byly nalezeny dlaždice s vytesanými posvátnými mořskými želvami. Jako první Evropan navštívil ostrov Bora-Bora v roce 1722 nizozemský cestovatel Jacob Roggeveen. Kapitán James Cook spatřil ostrov poprvé v roce 1769 a v prosinci 1777 u něho přistál. Zaznamenal si, že se jmenuje „Bola Bola“ (Prvorozený). V roce 1895 se Bora-Bora stal součástí Francouzské Polynésie. Ostrov sloužil během 2. světové války jako americká letecká a námořní základna. Dnes je Bora-Bora stále častěji cílem turistů z celého světa. Kromě příjmů z turistiky je hlavním zdrojem obživy vývoz kopry, vanilky a perleťoviny.

## Ráj turistů
Bora-Bora nabízí širokou paletu aktivit a zajímavých míst, kvůli kterým na ostrov každoročně jezdí řada turistů. Na samotné pevnině existují dvě centra. Administrativním centrem ostrova je Vaitape, které se nachází na západním pobřeží a je zároveň i nejživější a nejobydlenější částí celého ostrova. Druhým centrem je Matira, též nazývaná „Matira point“. Jedná se o nejjižnější cíp ostrova s nádhernými plážemi a rozsáhlými lagunami.
Na ostrově žije cca 6 000 stálých obyvatel, jejichž počet každý rok rozšiřují tisícovky turistů, kteří zde tráví své dovolené. Dovolená na Bora-Bora je synonymem luxusu, tento sopečný atol je všeobecně považován za jednu z nejdražších dovolenkových destinací světa, kde však solventní turista může očekávat maximální míru komfortu a luxusu. Svou cenovou úrovní se značně vymyká i obecně vyšším cenovým relacím v celé Francouzské Polynésii.

## Sportovní vyžití
K nejoblíbenějším aktivitám na ostrově patří: jízda na kajaku, paragliding, vodní lyžování, šlapadla, výlety na lodi s proskleným dnem, windsurfing, tenis, stolní tenis, plážový volejbal, plavání v bazénu nebo projížďka na vodním skútru. K těm nejoblíbenějším činnostem na ostrově však patří šnorchlování a potápění a to především pro pestrobarevnost zdejší mořské fauny. Pod vodou se lze setkat s houfy pestrobarevných ryb, barakudami, rejnoky, mantami, murénami, želvami či žraloky. Se zkušeným místním průvodcem se lze vydat i na pěší túru na nejvyšší dominanty ostrova – horu Pahia či Otemanu, ze kterých se návštěvníkům naskytne výhled na rozsáhlé laguny podél celého ostrova.